# Padé-Approximation
Die Padé-Approximation bezeichnet in der Mathematik die beste Approximation einer Funktion durch rationale Funktionen.
Die Padé-Approximation ist benannt nach dem französischen Mathematiker Henri Padé, der sie 1892 bekannt machte, wobei allerdings der deutsche Mathematiker Georg Frobenius bereits 1881 seine diesbezüglichen Untersuchungen über die rationale Approximation von Potenzreihen veröffentlichte.
Die Padé-Approximation führt oft zu besseren Ergebnissen als die Approximation mittels Taylorreihen. Manchmal erhält man auch dann Approximationen, wenn die Taylorreihe nicht konvergiert. Daher wird sie häufig in Computerberechnungen verwendet. Auch im Gebiet der Diophantischen Approximation ist sie nützlich.

## Definition
Sei {\displaystyle f} eine Funktion und {\displaystyle m\geq 0}, {\displaystyle n\geq 1} natürliche Zahlen, dann ist die Padé-Approximation der Ordnung {\displaystyle [m/n]} die rationale Funktion
{\displaystyle R(x)={\frac {\sum _{j=0}^{m}a_{j}x^{j}}{1+\sum _{k=1}^{n}b_{k}x^{k}}}={\frac {a_{0}+a_{1}x+a_{2}x^{2}+\cdots +a_{m}x^{m}}{1+b_{1}x+b_{2}x^{2}+\cdots +b_{n}x^{n}}}},
welche mit {\displaystyle f(x)} in der höchstmöglichen Ordnung übereinstimmt, woraus folgt:
{\displaystyle {\begin{array}{rcl}f(0)&=&R(0)\\f'(0)&=&R'(0)\\f''(0)&=&R''(0)\\&\vdots &\\f^{(m+n)}(0)&=&R^{(m+n)}(0).\end{array}}}
Eine äquivalente Definition lautet: Entwickelt man {\displaystyle R(x)} in eine Maclaurinsche Reihe, d. h. in eine Taylorreihe um den Punkt 0, dann stimmen die ersten {\displaystyle m+n} Terme von {\displaystyle R(x)} und {\displaystyle f(x)} überein. Daraus folgt für den Approximationsfehler
{\displaystyle f(x)-R(x)=c_{m+n+1}x^{m+n+1}+c_{m+n+2}x^{m+n+2}+\cdots }
Für jedes vorgegebene {\displaystyle m} und {\displaystyle n} ist die Padé-Approximation eindeutig, d. h. die Koeffizienten  {\displaystyle a_{0},a_{1},\dots ,a_{m},b_{1},\dots ,b_{n}} sind eindeutig aus den Koeffizienten {\displaystyle c_{0}\dots c_{m+n}} der taylorartigen Reihe bestimmbar.
Im Nenner von {\displaystyle R(x)} wurde der Anfangsterm ohne Beschränkung der Allgemeinheit {\displaystyle b_{0}=1} gewählt. Andernfalls erhält man durch geeignetes Kürzen die genannte Form.
Die Padé-Approximation wird auch dargestellt als
{\displaystyle [m/n]_{f}(x).\,}

## Berechnung
Zu einem gegebenen {\displaystyle x} kann man die Padé-Approximation nach dem sogenannten „Epsilon-Verfahren“ des belgischen Mathematikers Peter Wynn, oder auch anderer
Folgentransformationen berechnen. Dabei verwendet man die Teilsummen
{\displaystyle T_{N}(x)=c_{0}+c_{1}x+c_{2}x^{2}+\cdots +c_{N}x^{N}}
der Taylorreihe von {\displaystyle f}; die {\displaystyle c_{k}} sind also gemäß
{\displaystyle c_{k}={\frac {f^{(k)}(0)}{k!}}}
durch {\displaystyle f} bestimmt.
Bei der Funktion {\displaystyle f} kann es sich auch um eine formale Potenzreihe handeln, so dass Padé-Approximationen auch auf die Summierung divergenter Reihen angewandt werden können.
Zur Berechnung der Padé-Approximation kann man den erweiterten euklidischen Algorithmus für den größten gemeinsamen Polynomteiler anwenden. Die Beziehung
{\displaystyle R(x)=P(x)/Q(x)=T_{m+n}(x){\text{ mod }}x^{m+n+1}}
ist äquivalent zur Existenz eines Faktors {\displaystyle K(x)} derart, dass
{\displaystyle P(x)=Q(x)T_{m+n}(x)+K(x)x^{m+n+1}}.
Dies lässt sich als die Bézout-Gleichung eines Schrittes der Berechnung des größten gemeinsamen Polynomteilers interpretieren:
{\displaystyle T_{m+n}(x)} und {\displaystyle x^{m+n+1}}.
Für die {\displaystyle [m/n]}-Approximation wendet man den erweiterten euklidischen Algorithmus an für
{\displaystyle r_{0}=x^{m+n+1},\;r_{1}=T_{m+n}(x)}
und stoppt, wenn {\displaystyle v_{k}} vom Grade kleiner gleich {\displaystyle n} ist. Dann stellt der Quotient der Polynome {\displaystyle P=r_{k},\;Q=v_{k}} die {\displaystyle [m/n]}-Padé-Approximation {\displaystyle R=P/Q} dar.

## Riemann–Padé Zeta-Funktion
Zur Untersuchung von divergenten Reihen, etwa
{\displaystyle \sum _{z=1}^{\infty }f(z)}
kann es hilfreich sein, die Padé- oder rationale Zeta-Funktion einzuführen:
{\displaystyle \zeta _{R}(s)=\sum _{z=1}^{\infty }{\frac {R(z)}{z^{s}}}},
wobei
{\displaystyle R(x)=[m/n]_{f}(x)\,}
die Padé-Approximation der Ordnung {\displaystyle [m/n]} der Funktion {\displaystyle f} ist. Der Wert für {\displaystyle s=0} ist die Summe der divergenten Reihen. Die Funktionsgleichung für diese Zeta-Funktion lautet:
{\displaystyle \sum _{j=0}^{n}a_{j}\zeta _{R}(s-j)=\sum _{j=0}^{m}b_{j}\zeta _{0}(s-j),}
wobei {\displaystyle a_{j}} und {\displaystyle b_{j}} die Koeffizienten der Padé-Approximation sind. Der Index 0 steht für die Padé-Approximation der Ordnung [0/0] und ergibt so die Riemannsche ζ-Funktion.

## DLog-Padé Methode
Mit Padé-Approximationen können kritische Punkte und Exponenten einer Funktion ermittelt werden. In der Thermodynamik heißt {\displaystyle x=r} kritischer Punkt und {\displaystyle p} der zugehörige kritische Exponent von {\displaystyle f}, wenn sich die Funktion {\displaystyle f} in der Nähe eines Punktes {\displaystyle x=r} wie {\displaystyle f(x)\sim \left|x-r\right|^{p}} nicht-analytisch verhält. Sind hinreichend viele Terme der Reihenentwicklung von {\displaystyle f} bekannt, dann ergeben sich näherungsweise die kritischen Punkte und die kritischen Exponenten aus den Polen und Residuen der Padé-Approximationen {\displaystyle \left[n/n+1\right]_{g}\left(x\right)} mit {\displaystyle g={\frac {f'}{f}}}.

## Verallgemeinerungen
Eine Padé-Approximation approximiert eine Funktion in einer Variablen. Eine Approximation in zwei Variablen heißt Chisholm-Approximation, in mehr als zwei Variablen Canterbury-Approximation (benannt nach Graves-Morris an der University of Kent).